# Историја западнословенског етнонима Срби
Западнословенски Срби први пут се помињу у франачкој Фредегаровој хроници из 630/631. године:
…etiam et Dervanus dux gente Surbiorum, que ex genere Sclavinorum erant et ad regnum Francorum iam olem aspecserant, se ad regnum Samonem cum suis tradidit. 
— „…српски кнез Дерван који је словенског народа те је пре био подложан Францима, ступио на страну Сама”.

## Писмени извори
Овај и каснији записи из 8. и 9. века о Србима спадали су у подручје између река Залеа и Лабе, и нису се дотицали земље источно од овог подручја: Sclavi cum eo, quorum vocabula sunt Suurbi (Анали франачког краљевства, 789); Regio, quae vocantur Surbi (Баварски географ, око 844); Surfe, Surpe (Алфред Велики, 872—899). Почев од 8. века шири се самогласник -о: Sorabi Sclavi, qui campos inter Albium et Salam (Ејнхардови анали, 782); …inter terram Sclavorum, aui dicuntur Sorabi, qui sedent super Albium fluvium (Анали франачког краљевства, 806); Sorabos, qui Colodici vocantur… (Бертински анали); in oriente… Sorabici limitis esse turbatam, eo quod Sorabi duce eius Zistiboro (Auctore Rudolfo, 856); Sorabi et Suisli inter Muldam inferiorem et Albium habitant (Annales Meginhardo, 867); Sorbi (Codex Petropolitanus, 10. век). Арапски историчар Ал-Масуди (ум. 956) је поменуо S.rbīn. Земље источно од Лабе (територија Лужице) према средњовековним хроникама насељавала су племена: Milzane (Баварски географ) и Lunsizi (Баварский географ)/Lusici, Lisizi (Титмар Мерсебуршки). У исто време позната су племенска имена западно од Лабе (Colodici 839, Siusili 869).
Облик Surb/Sor(a)b се користио у касносредњовековној литератури на латинском и немачком језику за читаво подручје полапских Срба између река Залеа и Бобра. Облици Surb/Sor(a)b су фонетске варијанте етнонима Срба: облик Sorb био је познат западно од Лабе, а Serb — источно од ње. Широко географско значење имао је термин provincia Swurbelant у хроници Адама из Бремена у 11. веку. У „Чешкој хроници” Козме Прашког око 1200. године користе се етноними Sirbia, Sribia за некадашњу Мајсенску марку (старо подручје Милчана и Далеминаца). Именовање Surb/Sor(a)b вероватно је настало током првих контаката Франака и Тиринжана са Србима, кад последњи још нису имали племена са (новим) племенским етнонимима (Schuster-Šewc, 2000). Поред тога, у Доњој Лужици је било старо немачко име Wenden. У Лужици се српски етноним први пут помиње у рукописном преводу Новог завета М. Јакубице из 1548. године, који је написан на источнодоњолужичкосрпском дијалекту на подручју града Жари: Ten tu Novi Zakon Serpsky. Према Лужици облик Sorab први је користио А. Френцел (ум. 1740): лужичкосрпски језик је lingua sorabica. У рукописном тексту Андреаса Рихтера „Lexicon harmonico-etymologicum Slavicum” (1730) написано је: Sorabia, Sirbia it. Servia, das wendische Land, sorab, serska zemia, serski, -a, -e, sorabus, sorabicus, serska recż, die wendische Sprache.
Према балканским Србима у средњовековним изворима такође (као на подручју Зале—Ниса) користи се неколико облика етнонима Срби: …ad Sorabos, quae natio magnum Dalmatiae partem optimus dicitur… (Анали франачког краљевства, 822); Sorabis, cum Dalmatiam ad Liodomuslum avunculus Bornae (823); aguas vero, quae a montanis fluunt contra septentrionalem plagum et intrant in magnam flumen Donavi vocavit Surbia (Летопис попа Дукљанина, 12. век). Из 1022. године се спомиње старосрпска епархија у Босни Serbulia/Servilia. Ова два облика српског етнонома — Surb/Sor(a)b могли су постојати и у прасловенско доба.
- Ширење етнонима Surb/Sorb западно и Serb/Sarb источно од Лабе
- Политичка подела лужичкосрпских племена средином 9. века према „Баварском географу”
- Срби (Serby) на карти В. Богуславског (при дну лево, 1861)
- Племе Срби између река Залеа и Мулдеа према ВСЕ и ВРЕ

## Данашња историографија
Из чињенице да су етноними Surb, Sor(a)b припадали подручју западно од Лабе, а не источно од ње, пољски историчар В. Богуславски, а касније и други историчари неосновано закључили су да су стварни Срби живели само између Залеа и Лабе, а првобитно несрпска племена Далеминаца, Милчана и Лужичана касније су усвојила име Срба. Тако је, на пример, Л. Нидерле писао у „Словенским старожитностима“ (1919): „Заправо српска земља се у почетку простирала само дуж обала Мулдеа. Тек касније се проширила на подручје Далеминаца, на Шпреју и Нису, и тако прешла у земљу Лужичана и Милчана”. Као указује Шустер-Шевц (2000), такав пренос имена на истоку од Лабе није био вероватан, јер је на западу Лабе фиксиран облик Sorb, а на истоку Serb. Поред тога, премештање имена било би могуће као резултат политичког, економског или културног уједињења словенских племена, за које историја не зна. Ово је очигледно врло древно етничко име за део Словена уопште, које је постало распрострањено у прасловенско доба.